# Diego de la Vega (calciatore)
Diego Hernán de la Vega (Buenos Aires, 1º giugno 1979) è un ex calciatore argentino, di ruolo difensore.

## Carriera

### Club
La carriera di de la Vega cominciò con la maglia dell'Argentinos Juniors, per cui giocò 21 partite nella Primera División. Passò poi al Los Andes, prima di trasferirsi ai norvegesi del Bryne. Esordì nell'Eliteserien il 30 giugno 2002, subentrando a Trond Bjørnsen nella sconfitta per 1-0 in casa del Lyn Oslo. Nel corso del 2003, fu ingaggiato dagli inglesi del Basingstoke Town, dove rimase fino al 2006. Tornò poi in patria, per giocare prima al Deportivo Armenio e poi al San Telmo.